# FLVTO
FLVTO е име на софтуер за конвертиране на музикални файлове. Той се предлага онлайн директно на сайта FLVTO, за настолни компютри и лаптопи като програма, а също и като приложение, налично за Windows 8 и други смартфони и таблети. Той е съвместим с широка гама от видео и аудио формати.

## Преглед
FLVTO е конвертор на YouTube, който може да нареди до деветдесет и девет песни наведнъж. Потребителите избират уеб адреса на желаното видео и го вмъкват в шаблона за конвертор, след което се генерира аудио файл, който може да се изтегли. FLVTO предлага широка гама от опции за аудио файлов формат, включително MP3, MP4, AVI, WMA, WMV, FLV и MOV. Онлайн конверторът също автоматично генерира html код за потребителите да вграждат файла на сайтове или съобщения. В допълнение към онлайн конвертора, софтуерът се поддържа на операционни системи Windows и Mac OS. FLVTO има допълнителни добавки за Firefox, Internet Explorer и Safari. Приложението става все по-популярно в Съединените щати и Европейския съюз.

## Софтуер

### Онлайн конвертор
Онлайн конверторът е първото издание на софтуера FLVTO и е достъпно на официалния им сайт. Той стартира през 2007 г. и преминава през няколко актуализации и промени в дизайна. Онлайн конверторът предоставя на потребителите възможност да настроят собствена ръчна настройка в две стъпки:
- Копиране на уеб адреса на музикален видео клип от YouTube в полето за въвеждане
- Избиране на формат (музикални формати – mp3, wav, aac, wma) или (видео формати – mp4, avi, wmv)

След настройване на желания от потребителя формат се чака от няколко секунди до минута максимум в зависимост от честотната лента на потребителите. След извършеното конвертиране онлайн конверторът изкарва прозорец, в който потребителят може да изтегли готовия файл или да го сподели в негов сайт или съобщение.

### Настолното приложение
Безплатната десктоп версия на софтуера FLVTO е достъпна и чрез изтегляне за настолни и преносими компютри на Apple и Windows. Подобно на онлайн версията, този софтуер преобразува YouTube и други видео файлове в аудио формат с няколко опции за файлове. Освен това той незабавно запазва файловете в папка за местоназначение на компютъра по избор на потребителя. Инструментите за това приложение могат да се персонализират в рамките на настройките и се поддържат в операционни системи Windows (XP SP3 и по-нови) и Apple MacOS (Mac OS X 10.7 Lion и по-нови). Също така е в състояние да изтегля аудио файлове от YouTube и други флаш видео плейъри и да ги преобразува в няколко формата, като MP3 формат е опция по подразбиране. Той предлага същите опции за файлов формат, като онлайн версията. След изтеглянето, файловете се запазват под името на оригиналното заглавие на видеоклипа. Другата особеност на софтуера е възможността за едновременно преобразуване на всички плейлисти за видеоклипове. След това тези цели плейлисти се запазват в същата папка за местоназначение, като другите аудио файлове. Настолната версия има около 780 000 изтегляния.

### Мобилна версия
Мобилната версия на софтуера е създадена, за да предостави същите функции на FLVTO за мобилни устройства, включително iPhone, Samsung и Android смартфони. Уеб адресите от YouTube или тези на други сайтове с видеоклипове влизат в лентата на заявките точно като другите версии. Видеоклипът по подразбиране се преобразува в MP3 формат и се генерира като файл под същото име като видеоклипа. Ако потребителят има приложение за MP3 в своя смартфон, аудиофайлът ще се покаже там. Ако не, ще се отвори автоматично в Quicktime. Мобилният софтуер разполага със скорост на преобразуване на файлове, близка до версиите му за настолни компютри и онлайн.

### Добавки
В допълнение, FLVTO предлага няколко допълнителни добавки за интернет браузъри за подобряване на производителността. Наличен е за Google Chrome, Internet Explorer, Mozilla Firefox и Safari. Добавката инсталира бутон за преобразуване директно в YouTube в браузъра. Потребителите просто кликват върху този бутон за конвертиране и видеоклипът незабавно започва да се преобразува в аудио файл без ръчно въвеждане на уеб адреса. Той е съвместим в тези уеб браузъри на сайта на YouTube и може да конвертира видеоклипове в аудио формати, като MP3 е по подразбиране, и в крайна сметка подканя потребителя да отвори или изтегли файла.